# Campionato Nazionale 1931-1932
La stagione 1931-1932 è stato il diciassettesimo Campionato Nazionale, e ha visto campione l'Hockey Club Davos.

## Gruppi

### Serie Est

#### Gruppo 1
L'Hockey Club Davos è vincitore del gruppo senza giocare una partita.

#### Gruppo 2

##### Classifica
| Posizione | Squadra                 | G | V | N | P | GF | GF | DR | Punti | Osservazioni                      |
| --------- | ----------------------- | - | - | - | - | -- | -- | -- | ----- | --------------------------------- |
| 1.        | Zürcher SC              | 2 | 2 | 0 | 0 | 20 | 5  | 15 | 4     | Qualificato alla finale Serie Est |
| 2.        | Grasshopper Club        | 2 | 1 | 0 | 1 | 8  | 15 | -7 | 2     |                                   |
| 3.        | Akademischer EHC Zürich | 2 | 0 | 0 | 2 | 2  | 10 | -8 | 0     |                                   |

##### Risultati
|  | Akademischer EHC Zürich | 0 – 7 referto | Zürcher SC |  |

|  | Zürcher SC | 13 – 5 referto | Grasshopper Club |  |

|  | Akademischer EHC Zürich | 2 – 3 referto | Grasshopper Club |  |

#### Finale
| Dolder Zürich 20 dicembre 1931 | Zürcher SC | 2 – 4 (d.t.s.) referto | Davos |  |

### Serie Ovest

#### Semifinali
| St. Catherine 20 dicembre 1931 | Losanna | 3 – 2 referto | Star Lausanne |  |

| St. Catherine 20 dicembre 1931 | Château-d'Œx | 2 – 0 referto | Berna |  |

#### Finale
| St. Catherine 20 dicembre 1931 | Château-d'Œx | 2 – 0 referto | Losanna |  |

## Finale
| 31 gennaio 1932 | Davos | 10 – 0 referto | Château-d'Œx |  |

## Verdetti
| Campionato Nazionale 1931-1932 | Campionato Nazionale 1931-1932 |
| ------------------------------ | ------------------------------ |
| Campionato Nazionale           | Davos                          |

### Roster della squadra vincitrice
| Vincitori del Campionato Nazionale HC Davos | Portieri: Difensori: Attaccanti: Bibi Torriani Allenatore: Bobby Bell |